# Rio Brana
O Rio Brana é um rio da Romênia afluente do Rio Şomuzul Mare, localizado no distrito de Suceava.